# Троицкая авиационная школа
Троицкая военно-авиационная школа механиков (ТВАШАМ) — военно-учебное заведение ВВС Красной Армии, осуществлявшее подготовку авиамехаников по эксплуатации самолётов, стрелков авиавооружения и воздушных стрелков в годы Великой Отечественной войны. Основная специализация - штурмовики Ил-2. 
Располагалась в г. Троицке Челябинской области в зданиях принадлежащих до революции 1917 года Казанскому женскому монастырю.
С началом поставок техники союзников, в 1943 году около 100 курсантов школы было подготовлено для техобслуживания американской авиатехники. Из этих специалистов были сформированы специальные технические батальоны наземного обслуживания самолётов (ТБНОС), в основу работы которых был положен бригадный метод. В советских ВВС, где практиковался экипажный метод техобслуживания, такие части были созданы впервые.

## История
Преобразовано из части 1-го Ленинградского военного авиационно-технического училища имени К. Е. Ворошилова, эвакуированого в Троицк в 1941 году. Согласно другим источникам, с большой вероятностью возможно предположить, что в Троицк было эвакуировано 2-е Ленинградское военно-авиатехническое училище (или по крайней мере его часть),, которое специализировалось на подготовке техников по вооружению. Училище располагалось в зданиях бывшего торгового пассажа Яушевых и Казанского женского монастыря.
В сентябре 1945 года школа была переведена в Пермь. Решением командования ВВС школу передислоцировали на место расположения расформированной Молотовской военной школы авиамехаников, а на оставшейся базе, в 1947 году, после доукомплектования постоянным личным составом, военной техникой и другим имуществом ликвидированной ранее Курганской авиационной школы пилотов ГВФ, создано Троицкое авиационно-техническое училище ГВФ.
В настоящее время здесь располагается Троицкий авиационный технический колледж.
ОБРАТИ ВНИМАНИЕ: По сети Интернет на многих сайтах, как правило связанных с авиацией, распространена ложная информация: «В 1941 г. Молотовское ВМАТУ было переименовано в Молотовскую ВАШМ. В 1945 г. ВАШМ расформировали, а на базе школы авиамехаников, передислоцированной из Троицка, создано Пермское военное авиационно-техническое училище имени Ленинского комсомола.»
Молотовская ВАШМ никакого отношения к Молотовскому ВМАТУ не имеет, как и Пермское ВАТУ имени Ленинского Комсомола. Доказательство: сведения из Российского государственного архива Военно-морского флота (РГАВМФ): http://rgavmf.ru/index.php?option=com_content&view=article&id=3204:-1737-&catid=107:--1701---1750&Itemid=71
«Фонд Р-1737. ВОЕННО-МОРСКОЕ АВИАЦИОННО-ТЕХНИЧЕСКОЕ УЧИЛИЩЕ ИМ. В.М.МОЛОТОВА. Пермь. 1930—1948 гг.» Как видим, никакого переименования в 1941 году не было, а тем более расформирования в 1945 г. С 1938 года это всё время ВМАТУ им. Молотова (и в 1941 и в 1945 и в 1948). А Пермское ВАТУ имени Ленинского Комсомола — это совершенно другое училище, которое существовало параллельно с ВМАТУ (ПВВКИКУ РВ) в разных районах города Перми.

## Известные выпускники
- Никулин, Александр Семёнович
- Карушин, Александр Фёдорович
- Миленький, Иван Андреевич